# Locri (municipi)
Locri és un comune (municipi) de la Ciutat metropolitana de Reggio de Calàbria, a la regió italiana de Calàbria. A 1 de gener de 2019 la seva població era de 12.421 habitants.
Locri limita amb els municipis següents: Antonimina, Portigliola, Siderno i Gerace.

## Personatges il·lustres
- Acrion (filòsof pitagòric)
- Melinno (poetessa, filla de Nossis)
- Nossis (poetessa grega)
- Filistió (metge)
- Timeu de Locres (filòsof pitagòric)
- Zaleuc (legislador grec)